# Gospodarstwo przykładowe
Gospodarstwo przykładowe – jednostka gospodarcza o pożądanych w danym rejonie cechach produkcyjno-strukturalnych i ekonomicznych, stanowiące wzór do naśladowania przez okolicznych rolników.
Gospodarstwa przykładowe inaczej nazywano również gospodarstwami przodowniczymi lub wzorcowymi.

## Kształtowanie gospodarstw przykładowych
Gospodarstwa przykładowe stanowiły ważne obiekty dla środowiska rolniczego z uwagi na siłę ich oddziaływania na rolników. W okresie międzywojennym gospodarstwa przykładowe były istotnym ogniwem upowszechniania postępu rolniczego w organizacji gospodarstw rolnych. Wybierano je na podstawie konkursów lub przeglądów gospodarstw dokonywanych przez służbę agronomiczną. Gospodarstwo mogło być uznane za przykładowe, jeśli było dobrze zorganizowane i prowadzone dzięki stosowanym środkom i pomysłowości rolnika, przy czym musiało dawać wysoki dochód i uzyskiwać wysokie wyniki produkcyjne. Brano również pod uwagę cechy osobowe właściciela w postaci odpowiednich umiejętności i predyspozycjach do działania społeczno-oświatowego.
Gospodarstwa przykładowe początkowo stanowiły pojedyncze jednostki, natomiast w latach 1934–1939 zaczęły powstawać zespoły złożone z 5–6 najlepszych gospodarstw we wsi. Na czele zespołów stali przodownicy, których gospodarstwa były pod stałą opieką instruktorów organizacji gospodarstw. Pomagali oni rolnikom w projektowaniu urządzenia gospodarstwa oraz zakupie maszyn i narzędzi rolniczych. Ponadto opiniowali wnioski o przyznanie kredytu w kasach spółdzielczych.
W okresie powojennym, w zmienionych warunkach społeczno-politycznych, rola większych obszarowo rolników w rozwoju wsi została osłabiona, zaniechano więc oddziaływania na postęp w rolnictwie za pośrednictwem gospodarstw przykładowych.
Dopiero w 1956 r., po przyjęciu nowej polityki rolnej, wrócono do koncepcji gospodarstw przykładowych, jako miejsca wdrażania i upowszechniania postępu rolniczego. Z czasem ich funkcje przejęły gospodarstwa wdrożeniowe i gospodarstwa specjalistyczne.

## Wybór gospodarstwa przykładowego
Gospodarstwa przykładowe miały spełniać określone wymogi, w tym:
- być zlokalizowane w miejscach o dogodnym dostępie dla wizytujących je rolników;
- posiadać potencjał produkcyjny umożliwiający utrzymanie bądź szybkie osiągnięcie poziomu życia akceptowanego przez zarządzających nimi rolników, ich rodziny i środowiska lokalne;
- być prowadzone przez rolników-przedsiębiorców, uznawanych w ich środowisku lokalnym za osoby wiarygodne, budzące zaufanie i które podejmują się udostępniać innym rolnikom swoje gospodarstwa jako miejsca obserwacji zainstalowanych w nich innowacji;
- brać czynny udział w określonych pracach upowszechnieniowo-wdrożeniowych na rzecz innych rolników;
- udzielać wizytującym ich gospodarstwa zainteresowanym rolnikom wszelkich informacji w zakresie stosowanych przez siebie innowacji rolniczych;
- wspierać podczas kierunkowych szkoleń innowacyjnych doradców rolniczych i rolników w ich wspólnym kształceniu dla poprawy jego jakości i sprawności.

Gospodarstwa przykładowe stanowić miały szczególnie dogodne miejsce dla kształcenia rolników w przedmiocie innowacji rolniczych, które chcieli oni poznać, zaadaptować i nabyć sprawność w ich obsłudze. Kształcenie przebiegało w warunkach naturalnych oraz z wykorzystaniem głównie naturalnych środków kształcenia.
Gospodarstwa przykładowe stanowiły dogodne miejsce do stosowania demonstracji i pokazu.